# رییکا کتوجا
رییکا کتوجا (انگلیسی: Riikka Ketoja؛ زادهٔ ۱۰ سپتامبر ۱۹۹۴) بازیکن فوتبال اهل فنلاند است.
وی همچنین در تیم‌های ملی فوتبال زنان فنلاند بازی کرده‌است.